# Sonny Bono
Sonny Bono, vlastním jménem Salvatore Phillip Bono (16. února 1935 Detroit – 5. ledna 1998) byl americký zpěvák, producent a politik. Do povědomí veřejnosti se dostal hlavně díky spolupráci a manželství se zpěvačkou Cher.

## Životopis
Narodil se v Detroitu. Byl nejmladší ze tří dětí, měl dvě starší sestry. Jeho matka ho oslovovala přezdívkou „Sonny“ a tato přezdívka mu zůstala celý život. Když mu bylo sedm let, rodina se přestěhovala do Inglewoodu v Kalifornii, kde navštěvoval školu Inglewood High School, zde však neodmaturoval. Svou kariéru nejprve začal jako textař. V roce 1964 začal spolupracovat se zpěvačkou Cher, se kterou nazpíval známou píseň „I Got You Babe“. Vystupoval také v televizi a filmech (zahrál si například v hororu z roku 1986 Troll nebo ve filmu Hairspray).

### Politická kariéra
Do politiky vstoupil poté, co zažíval velkou frustraci z místní správy při pokusu otevřít restauraci v Palm Springs. Vyhlásil, že se chce stát starostou Palm Springs, což se mu nakonec podařilo. Jako starosta Palm Springs sloužil tři roky (od roku 1988 do roku 1992). Také pomáhal při pořádání mezinárodního filmového festivalu, který se každoročně v Palm Springs koná. V roce 1992 se ucházel o republikánskou nominaci do senátu, která však připadla konzervativnějšímu Bruci Herschensohnovi. Ale již v roce 1994 byl zvolen do sněmovny reprezentantů Spojených států amerických. Prosazoval obnovu Saltonského moře.

### Smrt
Zemřel na následky zranění, které si přivodil při lyžování v Nevadě.

### Osobní život
Byl několikrát ženatý – poprvé se oženil s Donnou Rankinovou, se kterou měl dceru Christine. Jejich manželství však skončilo v roce 1962. V roce 1964 se oženil s Cher, s ní měl syna jménem Chaz. Jeho dalšími manželkami byly Susie Coelhová a Mary Whitakerová, se kterou měl dvě děti.